# Adrienne Warren
Adrienne Warren (Hampton Roads, 6 maggio 1987) è un'attrice, cantante e ballerina statunitense.

## Biografia
È nota soprattutto come interprete di musical a Broadway e per la sua performance in Shuffle Along, or, the Making of the Musical Sensation of 1921 and All That Followed è stata candidata al Tony Award alla miglior attrice non protagonista in un musical nel 2016.
Nel 2018 debutta sulle scene londinesi interpretando Tina Turner nel musical sulla vita della cantante, Tina, per cui è stata candidata al Laurence Olivier Award alla migliore attrice in un musical. Nel 2019 torna a Broadway con Tina, per cui ha vinto il Drama Desk Award per la migliore attrice in un musical e il Tony Award alla miglior attrice protagonista in un musical.

## Filmografia

### Cinema
- The Woman King, regia di Gina Prince-Bythewood (2022)
- Rustin, regia di George C. Wolfe (2023)

### Televisione
- Blue Bloods - serie TV, episodio 3x20 (2013)
- Orange Is the New Black - serie TV, episodio 1x10 (2013)
- Black Box - serie TV, episodio 1x02 (2014)
- Last Week Tonight with John Oliver - serie TV, episodio 2x13 (2015)
- Royal Pains - serie TV, episodio 8x07 (2016)
- Quantico - serie TV, episodio 2x15 (2017)
- Black Cake – serie TV, 8 episodi (2023)
- The Diplomat – serie TV, episodi 2x03-2x04 (2024)

## Teatro (parziale)
- The Wiz, colonna sonora di Charlie Smalls, libretto di William F. Brown, regia di Thomas Kail. New York City Center di New York (2009)
- Dreamgirls, colonna sonora di Henry Krieger, libretto di Tom Eyen, regia di Robert Longbottom. Tour statunitense (2009)
- Bring It On, colonna sonora di Lin-Manuel Miranda e Tom Kitt, libretto di Jeff Whitey, regia di Andy Blankenbuehler. Tour statunitense (2011), Saint James Theatre di Broadway (2012)
- Shuffle Along, or, the Making of the Musical Sensation of 1921 and All That Followed, colonna sonora di Eubie Blake, testi di Noble Sissle, libretto e regia di George C. Wolfe. Music Box Theatre di Broadway (2016)
- Tina, colonna sonora di autori vari, libretto di Katori Hall, Frank Ketelaar e Kees Prins, regia di Phyllida Lloyd. Aldwych Theatre di Londra (2018), Lunt-Fontanne Theatre di Broadway (2019)
- The Last Five Years, colonna sonora e libretto di Jason Robert Brown, regia di Whitney White. Hudson Theatre di Broadway (2025)

## Riconoscimenti
- Tony Award
  - 2016 – Candidatura Miglior attrice non protagonista in un musical per Shuffle Along
  - 2021 – Miglior attrice protagonista in un musical per Tina
- Laurence Olivier Award
  - 2019 – Candidatura Miglior attrice in un musical per Tina
- Drama Desk Award
  - 2020 – Migliore attrice in un musical per Tina
- Drama League Award
  - 2020 – Candidatura Miglior performance in un musical per Tina
- Outer Critics Circle Award
  - 2020 – Miglior attrice protagonista in un musical per Tina

## Doppiatrici italiane
Nelle versioni in italiano delle opere in cui ha recitato, Adrienne Warren è stato doppiato da:
- Alessandra Bellini in Rustin, Doctor Odyssey
- Eleonora Reti in Quantico
- Guendalina Ward in The Diplomat

Da doppiatrice, è stata sostituita da:
- Alessandra Korompay ne La famiglia Proud: più forte e orgogliosa